# NGC 1788
NGC 2170 är en reflektionsnebulosa i stjärnbilden Orion. Den upptäcktes den 1 februari 1786 av William Herschel.